# Le Vintrou
Le Vintrou è un comune francese di 89 abitanti situato nel dipartimento del Tarn nella regione dell'Occitania.

## Società

### Evoluzione demografica
Abitanti censiti